# Арнольфо Бергамский
Арнольфо (итал. Arnolfo) по прозвищу Арчинсоло (итал. Archinsolo), (Павия — 1106, Бергамо) — итальянский прелат, Ординарий епархии Бергамо.

## Биография

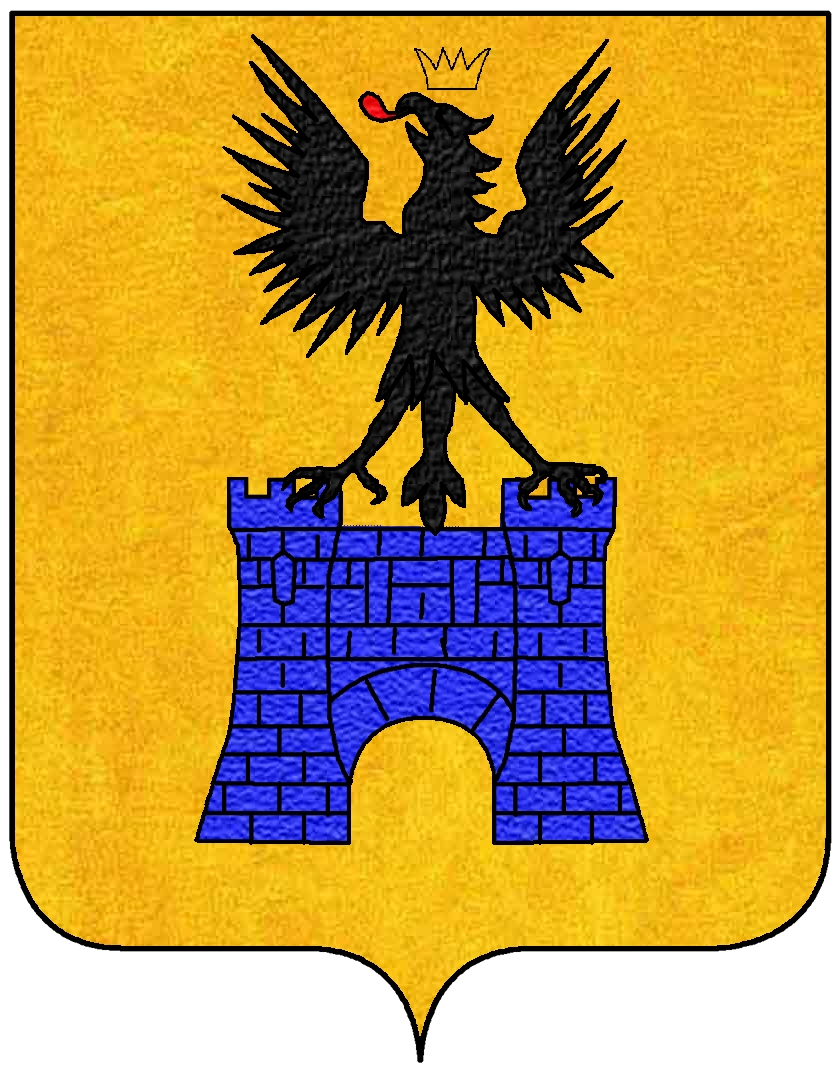
Фамильный герб Ландриани

Происходил из знатной фамилии аристократов Ландриани. Его отец Гвидо да Ландриано (итал. Guido da Landriano) был известным полководцем и политиком в Милане, командовал войском Ломбардской лиги в сражении при Леньяно.
Назначен на кафедру Бергамо в то время, когда Генрих IV воевал в Германии. Считается, что он получил епископское назначение не от короля и даже не был избран ни духовенством, ни народом Бергамо, как это было принято, а единолично Миланским архиепископом Аттоном, хотя на протяжении всей своей жизни Арнольфо был сторонником императора. Прозвище «Арчинсоло» получил из-за того, что при принятии решений поступал единолично, даже когда его выбор не всегда был удачным.
Решительно поддерживал императора в вопросе раскола, вызванного антипапой Климентом III, когда в числе других епископов настаивал на изгнании папы Григория VII, за что был отлучен от церкви, но, продолжал выполнять свои епископские функции, отлучение было повторено на Миланском соборе 1098 года.
Через год после вступления в управление епархией Арнольфо обратил внимание на серебряные рудники в верховьях долины реки Серио, выкупил их через подставных лиц, одним из которых был Ландульф Миланский. Пытался вернуть территории, которые епископ Амвросий II уступил капитанам Мартиненго, но тщетно. Будучи плохим администратором, своими действиями он привел епархию к экономическому упадку.